# 达利奇
达利奇（英語：Dulwich, /ˈdʌlɪtʃ/）是英國倫敦南部的一個地區，在行政區劃上大部分地區屬於南華克倫敦自治市，小部分屬於蘭貝斯倫敦自治市。达利奇首次被提到是在967年。